# 大谷 (安中市)
大谷（おおや）は、群馬県安中市の地名。郵便番号は379-0113。面積は3.06km2(2010年現在)。

## 地理
碓氷川の右岸側の支流岩井川の上流域に位置している。岩井川沿いの標高は160mから200m、南北の丘陵地の標高は200mから280mである。

### 河川
- 岩井川

## 歴史
江戸時代頃からある地名で、安中藩領だった。大谷は古来横野原のうちだったため横野村と称していたが、天文年間に大谷と改めた。

### 年表
- 1889年4月1日 町村制施行により、大谷村は岩井村、野殿村と合併して岩野谷村が成立する。
- 1955年3月1日 岩野谷村は、（旧）安中町、原市町、磯部町、東横野村、板鼻町、秋間村、後閑村と合併して安中町となる。そのため、安中町大谷となる。
- 1958年11月1日 市制施行により、安中町は安中市となる。そのため安中市大谷となる。

## 世帯数と人口
2017年（平成29年）7月31日現在の世帯数と人口は以下の通りである。
| 大字 | 世帯数  | 人口  |
| ---- | ------- | ----- |
| 大谷 | 160世帯 | 383人 |

## 教育
市立小・中学校に通う場合、学区は以下の通りとなる。
| 番地 | 小学校             | 中学校             |
| ---- | ------------------ | ------------------ |
| 全域 | 安中市立碓東小学校 | 安中市立第一中学校 |

## 交通

### 鉄道
同町に鉄道駅はない。

### 道路
国道は通っていない。県道は群馬県道171号吉井安中線が通っている。

## 施設
- 白山神社

## 避難所
指定緊急避難場所
町内に安中市から指定された緊急避難場所はない。
指定避難所
町内に安中市から指定された避難所は無いため、岩野谷地区の別の町の避難所に避難することとなる。